# Eudore (okeanida)
Eudore (gr.  Εὐδώρη trb. Eudora) – w mitologii greckiej jedna z 3000 okeanid, córka tytana Okeanosa i tytanidy Tetydy. Jej imię oznacza „szczodra”, co wiąże się z niosącą życiodajny lub wiosenny deszcz. 
W mitologii greckiej występuje kilka postaci o imieniu Eudore.

## W kulturze
- Hezjod, Theogonia